# FC Metalurgi Rustavi
FC Olimpi Rustavi este un club de fotbal din Rustavi, Georgia. Echipa susține meciurile de acasă pe Stadionul Poladi cu o capacitate de 10.720 de locuri.
În 2007 FC Olimp Rustavi a caștigat prima ligă georgiană. În 2011 echipa și-a schimbat numele în Metalurgi Rustavi.

## Palmares
- Liga Georgiană: 1

2007

## Jucători notabili
| - Alex Fraga (2009–10) - Anderson Aquino (2009–10) - Choco (2009–10) - Jonatas (2009–10) - Bhaudry Massouanga (2008–??) - Ernest Akouassaga (2008–09) - Vladimir Akhalaia (2009) - Revaz Arveladze (1988) - Zurab Arziani (2007) - Georgi Chelidze (2009) - Davit Devdariani (2007–08) - Giorgi Gakhokidze (1993–95) | - Revaz Gotsiridze (2007) - Soso Grishikashvili (1994–95) - Shota Khinchagashvili (1968–69) - Gocha Khojava (2006–07) - David Kakulia - Georgi Kipiani (1997–98) - Levan Kobiashvili (1994–95) - Giorgi Navalovski (2007) - Giorgi Oniani (2006) - Kakhaber Tskhadadze (1986–87) - Rezo Dzhikiya (2007–08), (2010) - Olexandr Omelyanov |

## Antrenori
- Giorgi Kiknadze (1 iulie 2006–Jan 1, 2007)
- Anatoliy Piskovets (Sept 1, 2007–Feb 1, 2008)
- Khvicha Kasrashvili
- Teimuraz Makharadze (1 iulie 2008–Oct 4, 2010)
- Nestor Mumladze (Oct 10, 2010–Nov 1, 2010)
- Armaz Jeladze (Nov 2010–Aug 11)
- Koba Zhorzhikashvili (Aug 9, 2011–Oct 1, 2012)
- Georgi Kipiani (Oct 3, 2012–31 mai 2013)
- Gela Sanaia (1 iunie 2013–)